# Ibrahim Türkmen
Ibrahim Türkmen (* 17. Mai 1973) ist ein ehemaliger deutscher Fußballspieler.
Er spielte mit dem VfB Lübeck, bei dem er insgesamt 15 Jahre seiner Karriere im Herrenbereich verbrachte, drei Jahre lang in der 2. Fußball-Bundesliga und erreichte in der Saison 2003/04 das Halbfinale des DFB-Pokals.
Am Anfang seiner Karriere spielte Ibrahim Türkmen im Angriff und im Mittelfeld, wurde jedoch seit der Einführung der Viererkette meist als linker Verteidiger eingesetzt.

## Karriere
Nachdem er in seiner Jugend VfL Bad Schwartau gespielt hatte, wechselte Ibrahim Türkmen 1990 in die A-Jugend des damaligen Verbandsligisten VfB Lübeck, bei dem er schon als Jugendlicher in der Herrenmannschaft eingesetzt wurde. Er schaffte mit dem VfB 1993 den Aufstieg in die drittklassige Oberliga und 1995 in die 2. Bundesliga.
Nach einem Zweitliga-Jahr mit 19 Einsätzen verließ er Lübeck und wechselte in die 2. Türkische Liga zu Eskişehirspor. Dort wurde er jedoch nicht glücklich und kehrte 1999 zum VfB zurück.
Dort wurde er bald zur Stammkraft und hatte mit 28 Einsätzen und sechs Toren einen großen Anteil am erneuten Aufstieg in die 2. Liga im Jahr 2002. Nachdem er mit Lübeck die Saison 2002/03 auf dem 11. Platz abschloss, stand er am 20. Spieltag der nächsten Saison mit Lübeck auf Platz 6 mit Blick auf die Aufstiegsränge und schied im Halbfinale des DFB-Pokals nur knapp mit 2:3 n. V. gegen den klaren Favoriten Werder Bremen aus. Jedoch verlor Ibrahim Türkmen mit dem VfB in der Liga acht der letzten 14 Spiele und musste nach einer eigentlich sehr erfolgreichen Saison wieder in die Fußball-Regionalliga absteigen. 
Nach dem Abstieg verpasste Türkmen mit dem VfB Lübeck zweimal knapp den Aufstieg. In der Saison 2007/08 war er nicht mehr unumstrittener Stammspieler und zog sich eine schwere Schulterverletzung zu. Nachdem er keinen neuen Vertrag erhalten hatte, spielte in der Saison 2008/09 für den schleswig-holsteinischen Bezirksoberligisten SG Sylt-Haddeby, kam aufgrund der Nachwirkungen der Verletzung aber nur zu wenigen Einsätzen. Am 4. Juli 2009 beendete er seine aktive Laufbahn im Rahmen eines Abschiedsspiels auf der Lübecker Lohmühle.